# 富豪XC90
富豪XC90（Volvo XC90）是富豪汽車在瑞典生產的P2底盤SUV，首次於2002年發表，目前是富豪最暢銷車款。曾在美國賣出85994台，成為2005年最佳銷量車種。
XC90車系是富豪旗下身形最大的旗艦級LSUV，於2002年推出。內裝部份，XC90採用中控台設計，搭配木質飾板，其有七人座架構，且隨處可見收納置物盒，車內三排座椅也均擁有各自獨立的空調出風口，讓所有乘員都可享有同等禮遇。車內所有座椅均採用有機皮革鞣製，防止化學染料傷害乘坐人員。車室內提供IAQS智慧型空氣清淨系統，打造一個舒適健康乘用空間。前排與中排提供座椅加熱功能，雙前座更提供座椅冷氣與按摩椅等尊榮功能，使乘坐人員享受最高品質的舒適度。另外，第二排座椅還具備前後移動機能，而第三排座椅在進行收折時也只需簡易操作，就可讓第三排座椅達到連動的收納效果，要使行李廂騰出寬廣容量也相當便利。

## 安全性
本車的安全性是一大賣點。Volvo XC90的前半部是專門設計吸收衝擊，所有衝擊力都會轉移到引擎室而不會波及駕駛。Volvo有專利的可退縮區結構，並預估式設計引擎與設備在衝擊後的正確位置。
XC90的車頂是高強度鋼筋結構體，耐衝擊力高達車重3.5倍，可防翻覆事故時車頂被壓垮。Volvo專利稱為翻覆防護結構(Roll over protection structure ROPS)，並結合翻覆控制穩定系統RSC，電子穩定系統DSTC，側撞防護系統SIPS等等提供全面駕駛安全。

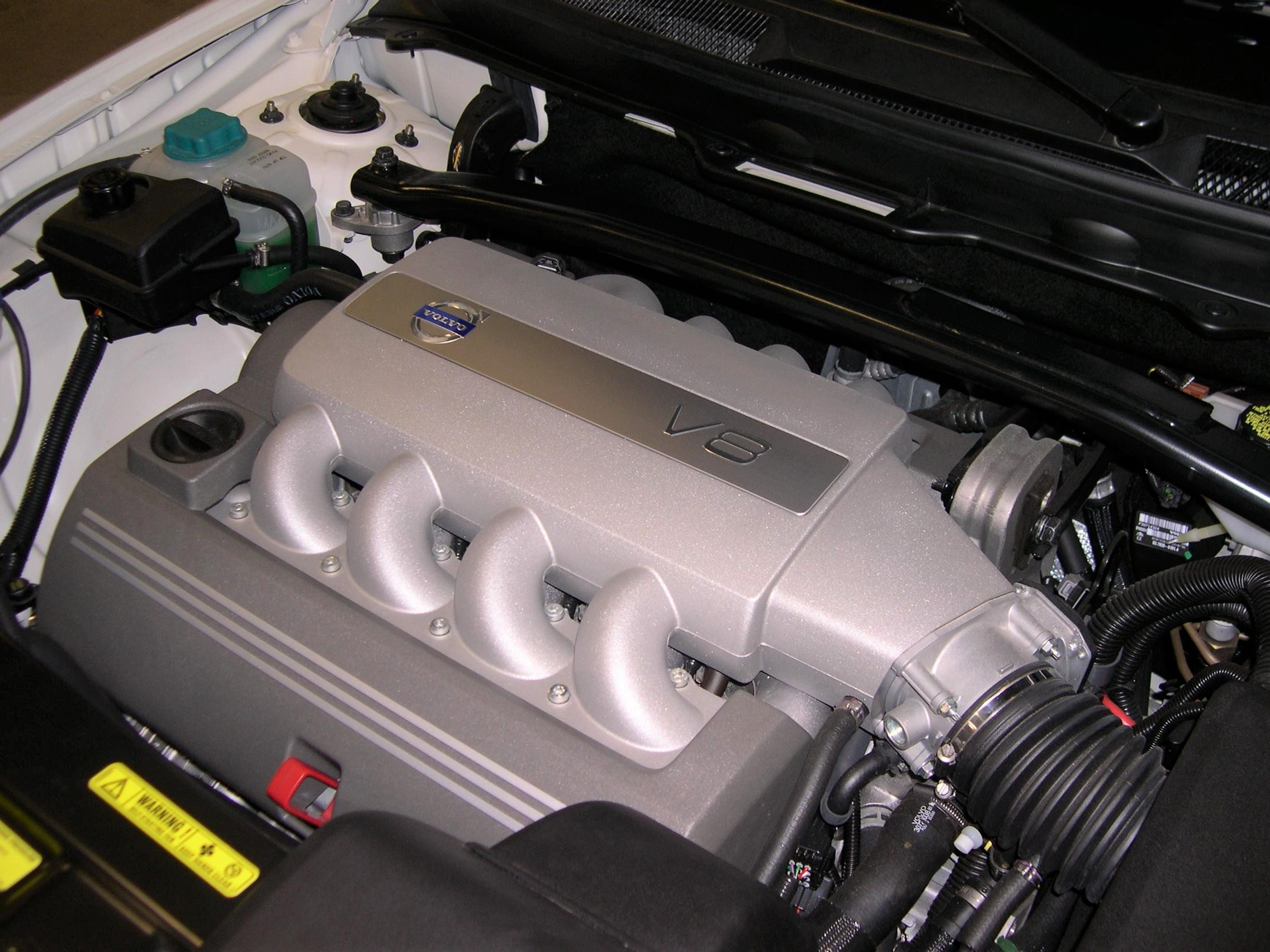
富豪V8引擎

後端的設計以撞擊能量吸收為主，駕駛的座椅則有頸部保護設計。稱為WHIPS。該系統有搖籃一樣的身體包覆式設計，並在後部撞擊時提供位移搖擺以吸收能量。
Volvo XC90獲得美國公路安全保險協會頂級安全獎，並獲「good」等級評價，只有通過前後左右撞擊測試並將電子穩定系統列為標配的車輛才能獲此評級。
同時XC90於2003年引入翻滾穩定控制，則是汽車業界第一創舉，在此之前未有任何車輛有此科技。